# Recuperando o Tempo
Recuperando o Tempo é o décimo álbum de estúdio da cantora brasileira Pamela, lançado em agosto de 2012 pela gravadora Mess Entretenimento. Contou com produção musical e arranjos de Márcio Carvalho.

## Antecedentes
Entre 2002 a 2010, Pamela manteve contrato assinado com a gravadora MK Music, o período mais popular de sua carreira. Na maior parte dos anos, sua música foi influenciada pelo teen pop. No final dos anos 2000, no entanto, a cantora flertou com outros gêneros, como um pop mais adulto em A Chave (2008) e até com o funk e a música eletrônica em Ritmo e Poesia (2010).
Com o contrato encerrado com a MK, Pamela seguiu como artista independente. Em 2012, assinou com a Mess Entretenimento, gravadora evangélica do Rio de Janeiro que estava iniciando suas atividades.

## Gravação
Recuperando o Tempo contou com produção musical e arranjos do guitarrista Márcio Carvalho, marido de Pamela. Foi o primeiro álbum da cantora produzido por Carvalho, que também foi arranjador da maioria das músicas. "Completo" foi arranjada por Anderson Freire, "Vem pra Mim" por Victor Jr., "Junto a Ti" por Wagner Derek, "É a Vida" por Rogério Vieira e "Blá, Blá, Blá" e "Romance com o Céu" por Wagner Carvalho. O trabalho foi gravado também em vários estúdios. Maior parte das faixas foram produzidos no estúdio da MK Music, com gravações também no Beck Studios, Derek Studios e WLC Studio.
O projeto também conteve as participações de Henrique Cerqueira, Sérgio Saas e Abdullah. Além de músicas de compositores como Anderson Freire, Wagner Carvalho e Jill Viegas, o álbum apresenta "Nós Amamos a Vida", que Márcio escreveu inspirado no Caso João Hélio.
Em entrevista ao Gospel+ em 2012, Pamela falou sobre o repertório do álbum:

Neste repertório eu procurei manter elementos que eu já tenho feito e que sempre deu muito certo, como as músicas românticas e as eletrônicas. A grande surpresa desse CD é o sertanejo universitário. Me apaixonei pelo ritmo e pelas músicas que havia recebido nesse estilo. Os temas são atuais, coisas que acontecem no dia a dia da gente.

## Projeto gráfico
As fotos do encarte foram registradas por André Nicolau, e o projeto gráfico da obra foi produzido pela Quartel Design num modelo digipack.

## Lançamento
Recuperando o Tempo foi lançado em agosto de 2012 pela gravadora Mess Entretenimento. Como música de trabalho, foi escolhida "Eu Tô Apaixonado", que foi liberada para download gratuito no portal evangélico Gospel+.

## Faixas
| nº | Título                   | Compositor(es)                                        | Duração |
| -- | ------------------------ | ----------------------------------------------------- | ------- |
| 01 | Intro                    |                                                       | 00:57   |
| 02 | Eu Tô Apaixonado         | Anderson Freire, Henrique Cerqueira e Wagner Carvalho | 03:34   |
| 03 | Recuperando o Tempo      | Pr. Marcos Elias                                      | 03:55   |
| 04 | A Palavra Que Deus Me Dá | Sérgio Marques e Marquinhos                           | 04:56   |
| 05 | Vem Pra Mim              | Victor Jr. e Abdullah                                 | 03:03   |
| 06 | Não Vá Embora            | Jill Viegas                                           | 04:23   |
| 07 | Eu Sou de Cristo         | Rozeane Ribeiro                                       | 03:21   |
| 08 | Completo                 | Anderson Freire                                       | 03:54   |
| 09 | Blá, Blá, Blá            | Wagner Carvalho e Henrique Cerqueira                  | 03:41   |
| 10 | É a Vida                 | Márcio Carvalho                                       | 03:38   |
| 11 | Junto a Ti               | Márcio Carvalho, Wagner Carvalho e Davi Fernandes     | 04:14   |
| 12 | Bye Bye                  | Anderson Freire                                       | 03:44   |
| 13 | Romance com o Céu        | Henrique Cerqueira                                    | 04:58   |
| 14 | Nós Amamos a Vida        | Márcio Carvalho e Livingston Farias                   | 06:01   |